# Битва при Хірі
Місто Аль-Хіра, широко відомий своїми розмірами і багатствами, було столицею Сасанідського Іраку. Відповідно його жителі патрулювали пустелю від імені держави Сасанідів. Згідно візантійському історику Прокопію Кесарийскому, халіф Абу Бакр послав Халід ібн аль-Валіду лист, в якому говорив, що «завоювання Хіри та Куфи доручаю Вам».
У травні 633 араби під проводом Халіда ібн аль-Валіда напали на оборонні укріплення міста. Захисники Хіри використовували проти мусульман вогняні снаряди. Битва була короткою та незабаром громадяни міста були переможені та принесли подарунки Халіду ібн аль-Валіду в знак покори. Згодом 5 замків в місті, які були гарно прикрашені, потрапили в руки мусульман, і жителі міста погодилися здатися і платити данину. Населення міста також погодилося діяти як шпигуни проти Сасанідів, так само, як і жителі раніше захопленої Уллаїси.
Шаблон:Походи Халід ібн Валіда
Шаблон:Арабські завоювання